# Carne Marinhoa
A carne marinhoa DOP é um produto de origem portuguesa com Denominação de Origem Protegida pela União Europeia (UE) desde 21 de junho de 1996, sendo obtida de bovinos da raça marinhoa.

## Caracteristícas
Na actualidade, tendo-se vindo cada vez mais a vocacionar esta raça bovina mais para o consumo humano e menos para o trabalho agrícola, a carne marinhoa moderna pauta-se mormente pela gordura de coloração branca homogénea ou amarelada e de músculo matizado entre o cor-de-rosa claro e o vermelho escuro, consoante a idade do espécime.

## Usos
A carne marinhoa costuma usar-se na confecção de vários pratos tradicionais e regionais da cozinha portuguesa, especialmente em assados no forno e grelhados, sendo certo que as peças menos nobres do animal também soem de ser consumidas, embora noutros tipos de pratos tradicionais como estufados e guisados.

## Agrupamento gestor
O agrupamento gestor da denominação de origem protegida "Carne Marinhoa" é a Associação de criadores de Bovinos da Raça Marinhoa.